# Otthonunk (film)
Az Otthonunk (Home) egy 2009-ben bemutatott francia dokumentumfilm, melynek producere Luc Besson, rendezője pedig Yann Arthus-Bertrand. Al Gore a globális felmelegedésről szóló Kellemetlen igazság című könyve, Davis Guggenheim azonos című dokumentumfilmje, és Nadia Conners és Leila Conners Petersen Az utolsó óra című filmje után 2009 nyarán bemutatták az Otthonunkat.
Teljesen mindegy, hogy vezető politikusok felismerik-e a fizikai, földrajzi katasztrofális változásokat, ha nem tesznek ellen hatékonyan. A folyamatok összefogás nélkül megállíthatatlanok.
A film eleje szimplán a Föld ökoszisztémáját mutatja be. Majd a környezetszennyezés mai mértékét elképesztő adatokkal, tényekkel alátámasztva. Las Vegas, New York, Los Angeles, Sencsen, Mumbai, Tokió és Dubaj tipikus példái a pazarló világ fellegvárainak. A film második része a legérdekesebb: az új technológiai eljárásokon keresztül mutatja be a nem is olyan távoli jövőt.